# Angina pectoris
Az angina pectoris vagy koszorúérgörcs (átírt változatban angina pektorisz) orvosi kifejezés, amely mellkasi fájdalmat vagy nyomást jelöl, és általában a szívizom elégtelen vérellátása miatt alakul ki. A szívizomzat oxigénfogyasztását alapvetően a szívfrekvencia, a szívüregi nyomás, a szívizom-összehúzódás erőssége és a miokardium (szívizom) tömege határozza meg. Abban az esetben, ha hosszan tartó kritikus oxigénszint-csökkenés következik be, létrejön egy terület irreverzibilis (visszafordíthatatlan) sérülése, elhalása, amit miokardiális infarktusnak neveznek. Az angina pektorisz során a szívizom oxigénigénye és a koszorúerek oxigénkínálata közötti egyensúlyzavar spontán, illetve gyógyszerek hatására rendeződik, így nem alakul ki visszafordíthatatlan szívizomelhalás.

## Osztályozása

### Prinzmetal angina
Kialakulásának oka a koronária erek görcse. Gyakran nevezik hajnali anginának, mivel az esetek többségében a hajnali órákban jelentkezik heves fájdalmakkal. Az EKG-n ST-szakasz emelkedése látható. Nitroglicerin és amil-nitrit oldja a fájdalmat.

### Stabil angina
Stabil koszorúér-betegség vagy más néven effort angina, melynek oka a koronáriák szűkülete. Ezt a szűkületet okozhatja atheroszklerotikus plakk, gócos vagy diffúz érgörcs, mikrokeringési zavar vagy a bal kamra működésének csökkenése. Ezek a folyamatok vezethetnek a klinikai tünetek kialakulásához. A tünetek jellemzően fokozott fizikai megterheléskor jelentkeznek. Mellkasi fájdalom lép fel, mely sugározhat az állba, hátba, a lapockába, a bal vállba, a karba, illetve a kézfejbe. A fájdalom ritkábban szúró, nyomó jellegű, égő, fojtó és gyakran kíséri légszomj. Ha a fizikai terhelés csökken, a tünetek is enyhülnek. Gyógyszeres kezelésében a nitrátszármazékok az elsődlegesek (nitroglicerin, izoszorbid-dinitrát), melyek sublinguális formája pár perc alatt kifejti a hatását.

### Nem-stabil angina
A nem-stabil angina vagy más néven akut koronária szindróma a szívizom egy részének heveny vér-, illetve oxigénellátási elégtelensége. Hátterében a leggyakrabban az atheroszklerotikus plakk megrepedése áll. A megrepedést követően néhány másodpercen belül kialakul az ér lumenét részlegesen vagy teljesen elzáró trombus. Ezen betegség infarktusként kezelendő intenzív osztályon. EKG alapján állapítható meg a kezelés módja.

## Kiváltó okai
- Oxigénigény fokozódása:
  - Fizikai és emocionális (lelki) terhelés
  - Hipertireózis (fokozott pajzsmirigyműködés) és lázas állapot, a felgyorsult szöveti anyagcsere
  - A szívizom hipertrófiája (megnagyobbodás)
  - Szívizom-összehúzódást gyorsító gyógyszerek

- Oxigénkínálat csökkenése:
  - A hemoglobin artériás oxigénszállítási, vagy oxigénleadási zavara esetén
  - Jelentős hipotenzió (alacsony vérnyomás)
  - Atheroszklerotikus (érelmeszesedéses) plakk és azon kialakuló trombus (véralvadék)
  - A koszorúerek fokozott összehúzódása
  - Koronáriaembólia

## Kockázati tényezői
Kockázati tényezői közé tartozik a dohányzás, a magas vérnyomás, a mozgásszegény életmód, a genetikai hajlam, a magas trigliceridszint, valamint a magas LDL- és alacsony HDL-szintek.

## Tünetei
Tünetei hasonlóak a szívizominfarktuséhoz (szegycsont mögötti szorító-markoló-nyomó jellegű fájdalom). Jellegzetes kisugárzási helye van: ezek szerint kisugározhat a bal vállba, illetve karba (klasszikus esetben a bal kéz negyedik ujjáig), kisugározhat még vállba lapockák közé, nyakba, valamint az epigasztriumba (gyomorgödörbe) is. A fájdalomhoz gyakran fulladásérzés és halálfélelem társul. Gyakran kísérő tünet a gyengeség, illetve az ájulásérzet. A bőr sápadt, verejtékes, a vérnyomás rendszerint alacsony, de az infarktus kezdeti stádiumában az adrenalin felszabadulása miatt emelkedhet. Ez kiválthatja a beteg halálfélelmét, emiatt pszichikailag is súlyos az anginarohamos beteg helyzete.

## Kezelése
Több oldalról megközelíthető az, hogy milyen típusú vagy hatású gyógyszert javallott szedni. Vannak ún. lassan felszívódó nitroglicerin-, illetve nitrátkészítmények (pl. Nitromin, Nitrodur, Sustac, Sorbonit), melyeknek sok a hatóidejük (6-8 óra), mivel a bélhuzamból lassan szívódnak fel. Léteznek azonban Ca-antagonista gyógyszerek is (pl. Corontin forte, Sensit, Corinfar, Nifedipin, Verapamil). Ezek speciálisan gátolják, illetve szabályozzák a kalcium az erekbe, de főként a szívizomba való belépését, mivel anginás roham esetén túl sok Ca van az erekben. A hatása következtében a szívizomrostok kisebb erővel húzódnak össze, az erek pedig kitágulnak, ezáltal az oxigénhiány csökken, leállítja a rohamot. A 3. gyógyszerfajta a béta-receptor-blokkoló (pl. Trasicor, Propranolol, Tobanum). Ezek a béta-antagonista gyógyszerek az idegrendszeri katekolamin hatásokat kivédik, és ezáltal csökken vagy megszűnik a szív oxigénfelhasználása.
Az anginás betegeknek törekedni javallott a fizikai és pszichikai megerőltetések minimalizálására, illetve a rizikófaktorok (vérzsírszint, vérnyomás, dohányzás, elhízás stb.) szigorú betartására.